# Iklehra
Iklehra is een census town in het district Chhindwara van de Indiase staat Madhya Pradesh. 

## Demografie
Volgens de Indiase volkstelling van 2001 wonen er 9206 mensen in Iklehra, waarvan 52% mannelijk en 48% vrouwelijk is. De plaats heeft een alfabetiseringsgraad van 67%. 